# Яєчне
Яє́чне — село в Україні, у Великобурлуцькій селищній громаді Куп'янського району Харківської області. Засноване в 1750 році. Населення становить 243 особи. До 2020 орган місцевого самоврядування — Великобурлуцька селищна рада.

## Географія
Село розташоване між річками Великий Бурлук і Гнилиця. На відстані 4 км від нього знаходяться села Гнилиця, Голубівка, Сірий Яр, Плоске. Через село протікає струмок, який за 6 км впадає в річку Гнилиця, на струмку зроблена загата.

## Історія
В Яєчному працює товарна свиноферма.
У селі дві вулиці — Центральна та Степна.
12 червня 2020 року, відповідно до розпорядження Кабінету Міністрів України № 725-р «Про визначення адміністративних центрів та затвердження територій територіальних громад Харківської області», увійшло до складу Великобурлуцької селищної громади.
19 липня 2020 року, в результаті адміністративно-територіальної реформи та ліквідації Великобурлуцького району, село увійшло до складу Куп'янського району Харківської області.
Російська окупація села почалася 24 лютого 2022 року.
6 вересня 2022 року, Збройні Сили України почали наступ у Харківській області. 10 вересня було звільнено районний центр - м. Куп’янськ, а згодом і с. Яєчне.